# NZ Водолея
NZ Водолея (лат. NZ Aquarii) — одиночная переменная звезда в созвездии Водолея на расстоянии приблизительно 4367 световых лет (около 1339 парсеков) от Солнца. Видимая звёздная величина звезды — от +10,9m до +10,4m.

## Характеристики
NZ Водолея — красный гигант, пульсирующая медленная неправильная переменная звезда (LB) спектрального класса M. Радиус — около 78,96 солнечных, светимость — около 752,642 солнечных. Эффективная температура — около 3402 К.